# منطقة باندا
باندا رمزها «BN» (بالإنجليزية: Banda)‏ ، هو تقسيم إداري لدولة الهند تتبع ولاية أتر برديش (بالإنجليزية: Uttar  Pradesh)‏ ، مركزها هو مدينة باندا (مدينة هندية) (بالإنجليزية: Banda)‏ عدد سكانها حسب تعداد سنة 2001 هو 1,500,253 ، مساحتها 4,413 كم² وكثافة السكان 340 لكل كم² .